# Slag om Fort Anderson
De Slag om Fort Anderson vond plaats tussen 13 maart en 15 maart 1863 in Craven County, North Carolina tijdens de Amerikaanse Burgeroorlog. Deze slag is ook gekend onder als de Slag bij Deep Gully.
Op 25 februari nam luitenant-generaal James Longstreet het bevel op zich van het Department of Virginia and North Carolina. Hij kreeg vier objectieven. Ten eerste moest hij Richmond verdedigen. Ten tweede diende hij indien nodig ondersteuning te verlenen aan het Army of Northern Virginia van generaal Robert E. Lee. Ten derde moest hij de nodige voorraden bij elkaar zien te krijgen om de Zuidelijke legers te bevoorraden en zijn vierde doelstelling was de inname van het Noordelijke garnizoen in Suffolk. Om deze taken te volbrengen had Longstreet de beschikking over drie divisies.
De eerste stap naar de inname van Suffolk werd uitgevoerd door generaal-majoor Daniel H. Hill. Hij kreeg de opdracht van Longstreet om het Noordelijke garnizoen van New Bern, North Carolina in te nemen. New Bern stond onder het bevel van generaal-majoor William H. C. Whiting. Het zwaartepunt van de verdediging rond de stad was Fort Anderson. Na enig succes bij Deep Gully op 13 maart stuurde Hill brigadegeneraal J. Johnston Pettigrew naar voren om het fort in te nemen. Na enige aanvallen op 14 en 15 maart moest Pettigrew zich noodgedwongen terugtrekken toen er Noordelijke kanonneerboten met versterkingen arriveerden. Nu richtte Hill zijn aandacht op Washington, North Carolina.